# 有賀バスストップ
有賀バスストップ（あるがバスストップ）は、長野県諏訪市にある中央自動車道上のバス停留所である。
「中央道有賀」と表記されている。

## 停車する路線
- 上諏訪・岡谷 - 新宿線（中央高速バス、アルピコ交通・京王バス） ※岡谷経由上諏訪発着便のみ停車
茅野BS - 有賀BS - 今井

## バス停へのアクセス
中央本線上諏訪駅より諏訪バス上社・有賀統合路線で有賀乗り換え、諏訪上野・後山線で江音寺下車徒歩5分。